# Rode vleermuisvis
De rode vleermuisvis (Platax pinnatus) is een straalvinnige vissensoort uit de familie van de schopvissen (Ephippidae). De wetenschappelijke naam van de soort is gepubliceerd in 1758 door Linnaeus als Chaetodon pinnatus in de tiende editie van Systema naturae.

## Voorkomen
De soort komt voor in het westen van de Grote Oceaan van de Riukiu-eilanden tot Australië. Het voorkomen van de soort in Indische Oceaan is twijfelachtig.